# Jiří Šmejc
Jiří Šmejc (* 12. října 1971, Karlovy Vary) je český finančník a jeden z nejbohatších občanů Česka. Žebříček časopisu Forbes ho k roku 2021 zařadil na 19. místo s majetkem 19,5 mld. Kč. Jeho hlavní firmou je investiční skupina Emma Capital, nicméně veřejně známý je především díky svému dlouhodobému spojení s Petrem Kellnerem a skupinou PPF.

## Podnikání
Začínal v IT, později se věnoval obchodování s akciemi. Se společníky založil fond MEF Holding. Spolu s Petrem Kellnerem pak v roce 2003 investoval do ovládnutí TV Nova, díky čemuž se dostal do Kellnerovy PPF, kde se účastnil expanze do Ruska. Od roku 2012 je předsedou představenstva společnosti Home Credit. Z PPF odešel v roce 2013. Spolu s Karlem Komárkem buduje loterijní skupinu. Na Maledivách založil a provozuje luxusní ostrovní rezort Velaa. Jeho hlavní firmou je společnost Emma Alpha (resp. Emma Credit), dále je spojen se společnostmi Air Bank či OPAP. V roce 2019 v Moldavsku ovládl distributora elektřiny Premier Energy. V roce 2020 rozšířil své podnikání o oblast klinik asistované reprodukce, když koupil pražské centrum EUROPE IVF International. V roce 2021 začal investovat do e-commerce. V tomto roce koupil českou logistickou společnost MailStep a v Řecku spustil službu BoxNow, která provozuje síť výdejních boxů. V roce 2022 koupil od Pale Fire Capital majoritní podíl ve společnosti FAVI. V roce 2023 koupil spolu s private equity fondem CVC Capital Partners síť Packeta, Šmejcova Emma Capital bude ovládat 35%, zatímco CVC Capital partners 65%. Jedná se o největší obchod roku 2023. K Zásilkovně spolu s CVC koupil v roce 2024 maďarskou FoxPost.

## Osobní život
Je absolventem Matematicko-fyzikální fakulty Univerzity Karlovy. Je ženatý, má čtyři děti. Rád hraje na housle nebo zpívá.